# Cité scolaire Léonard-Limosin
La cité scolaire Léonard-Limosin (couramment surnommée Limosin) est un collège et lycée d'enseignement général situé dans le centre-ville de Limoges (Haute-Vienne). Héritière du lycée de jeunes filles institué en 1914, elle était connue autrefois dans la capitale limousine sous le nom de « lycée des Clairettes », et a pris son nom actuel en 1963. La cité scolaire se situe au 13, rue des Clairettes, un peu en retrait de la place d'Aine, sur un des points les plus hauts de la ville.

## Histoire

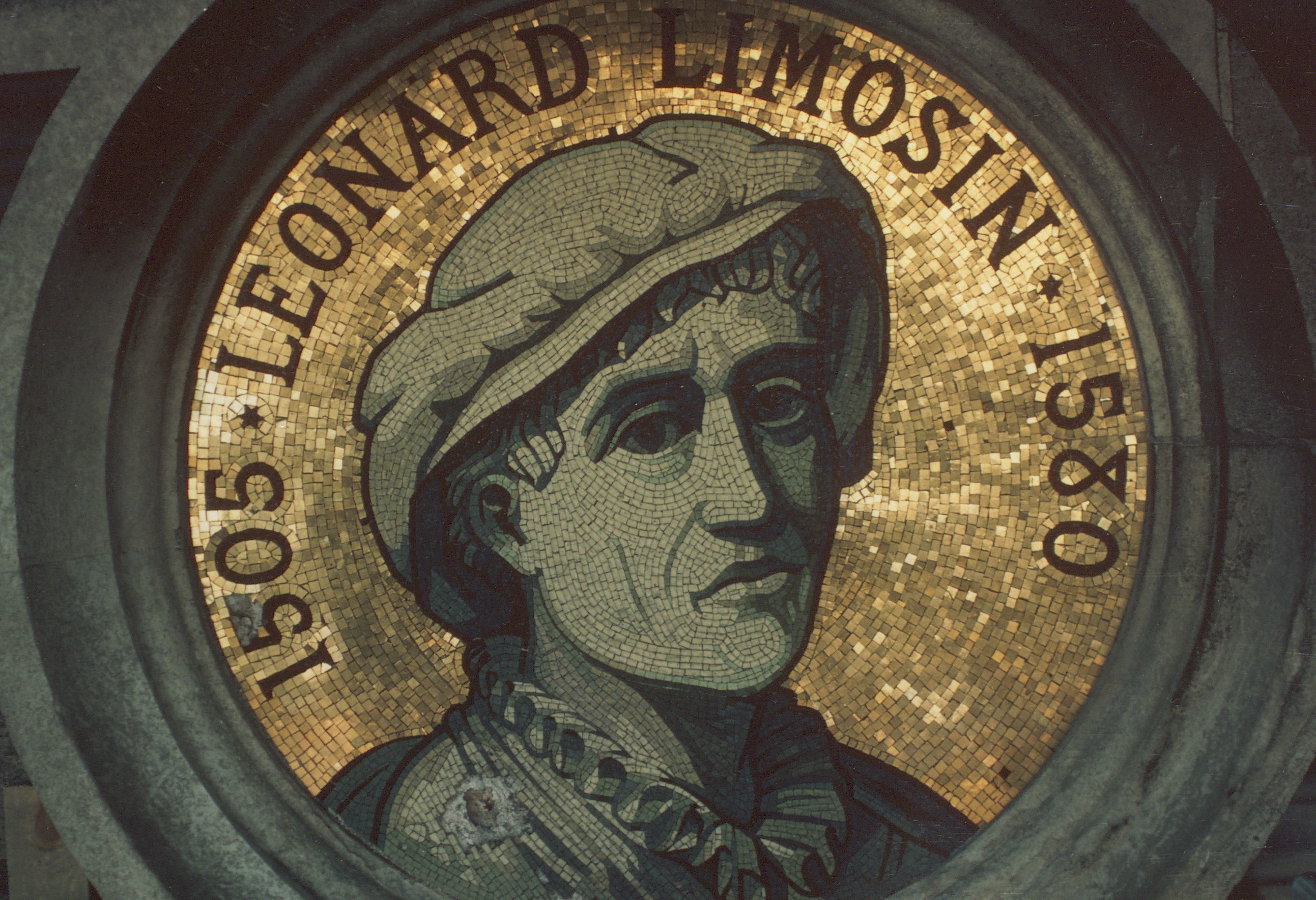
Médaillon représentant Léonard Limosin.

La cité scolaire porte le nom de Léonard Limosin, un grand émailleur et orfèvre limougeaud du XVIe siècle. Les principaux bâtiments de l’établissement ont été conçus dans les années 1960, à l’aspect architectural typique de cette époque et souvent critiqué, comme d'autres établissements secondaires de l'époque à Limoges, tels que la cité scolaire Auguste-Renoir ou le collège Pierre-Donzelot.

## Classement du lycée
En 2017, le lycée se classe 6e sur 13 au niveau départemental quant à la qualité d'enseignement, et 1266e au niveau national. Le classement s'établit sur trois critères : le taux de réussite au bac, la proportion d'élèves de première qui obtient le baccalauréat en ayant fait les deux dernières années de leur scolarité dans l'établissement, et la valeur ajoutée (calculée à partir de l'origine sociale des élèves, de leur âge et de leurs résultats au diplôme national du brevet).

## Enseignements
Depuis la rentrée 1990, tout élève du lycée Léonard-Limosin a la possibilité d’intégrer le théâtre dans ses études comme option forte (coefficient 6) dans le cadre d’études littéraires ou comme option facultative pour toutes les sections. Cet enseignement se fait en étroite relation avec le Théâtre de l'Union qui accompagne les lycéens dans leur découverte de l’univers théâtral. Toujours dans le domaine artistique, le collège possède des classes « Cham » (classes à horaires aménagés musique) qui permettent aux élèves ayant des aptitudes musicales de poursuivre leur scolarité et de développer parallèlement des compétences musicales, au sein du Conservatoire de Limoges. 
Seul établissement scolaire de l’académie à disposer d'un bassin de natation, on y trouve un pôle natation où les jeunes sont accueillis avec des rythmes scolaires bien particuliers. Il a notamment formé Cédric Pénicaud qui a nagé aux jeux olympiques de Séoul. 
Récemment restauré par le conseil régional (ce qui a permis, entre autres, la construction d’un amphithéâtre de 146 places), il accueille près de 1800 élèves : environ 750 élèves au collège, 980 pour le lycée et 75 étudiants en BCPST. Il est le seul lycée de la capitale limousine à ne proposer que des filières générales. Le lycée propose 12 spécialités :
- Arts : musique
- Arts : théâtre
- Histoire-géographie, géopolitique et sciences politiques
- Humanités, littérature et philosophie
- Littérature et langues et cultures de l'Antiquité
- LLCER anglais
- LLCER anglais - monde contemporain
- Mathématiques
- Physique-chimie
- Sciences de la vie et de la Terre
- Sciences économiques et sociales
- Éducation physique, pratiques et culture sportives

En plus du français, les langues enseignées sont : l'anglais, l'allemand, l'espagnol, le latin, l'italien et le grec.
La cité scolaire accueille depuis 2012 une classe préparatoire en filière BCPST qui prépare, entre autres, au concours d'entrée dans les écoles vétérinaires. 

## Direction
La direction de la cité scolaire est assurée par un proviseur, assisté d'un proviseur adjoint (pour le  lycée) et d'un principal adjoint (pour le collège).
Proviseurs
- Michel Mazeran, de 1997 à 2006
- Alain Delost, de 2006 à 2017
- Catherine Saule, de 2017 à 2019
- Olivier Guimbaud, de 2019 à 2025

## Accès
Le lycée se trouve à une demi-heure de la Gare de Limoges-Bénédictins  (à pied). 
A 400m se trouve la Place Winston Churchill où passent les lignes de bus : 4, 5, 6, 8, 11, 12, 17, 18, 19, 20, 24, 25, 26, 33, 41.

## Galerie photos

L'ancien lycée de jeunes filles et les premières années
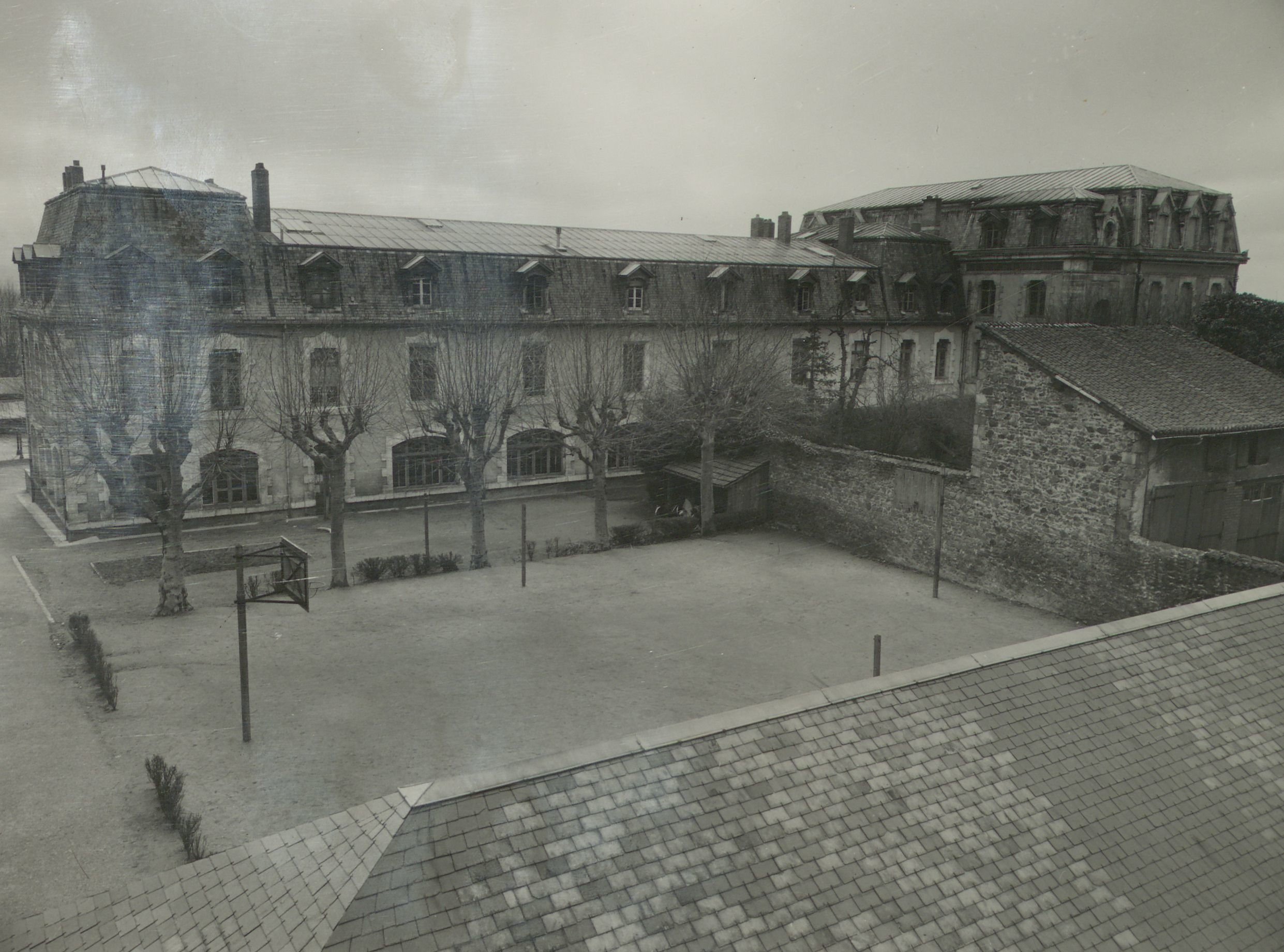
L'ancien lycée de jeunes filles, rasé à partir de 1960.
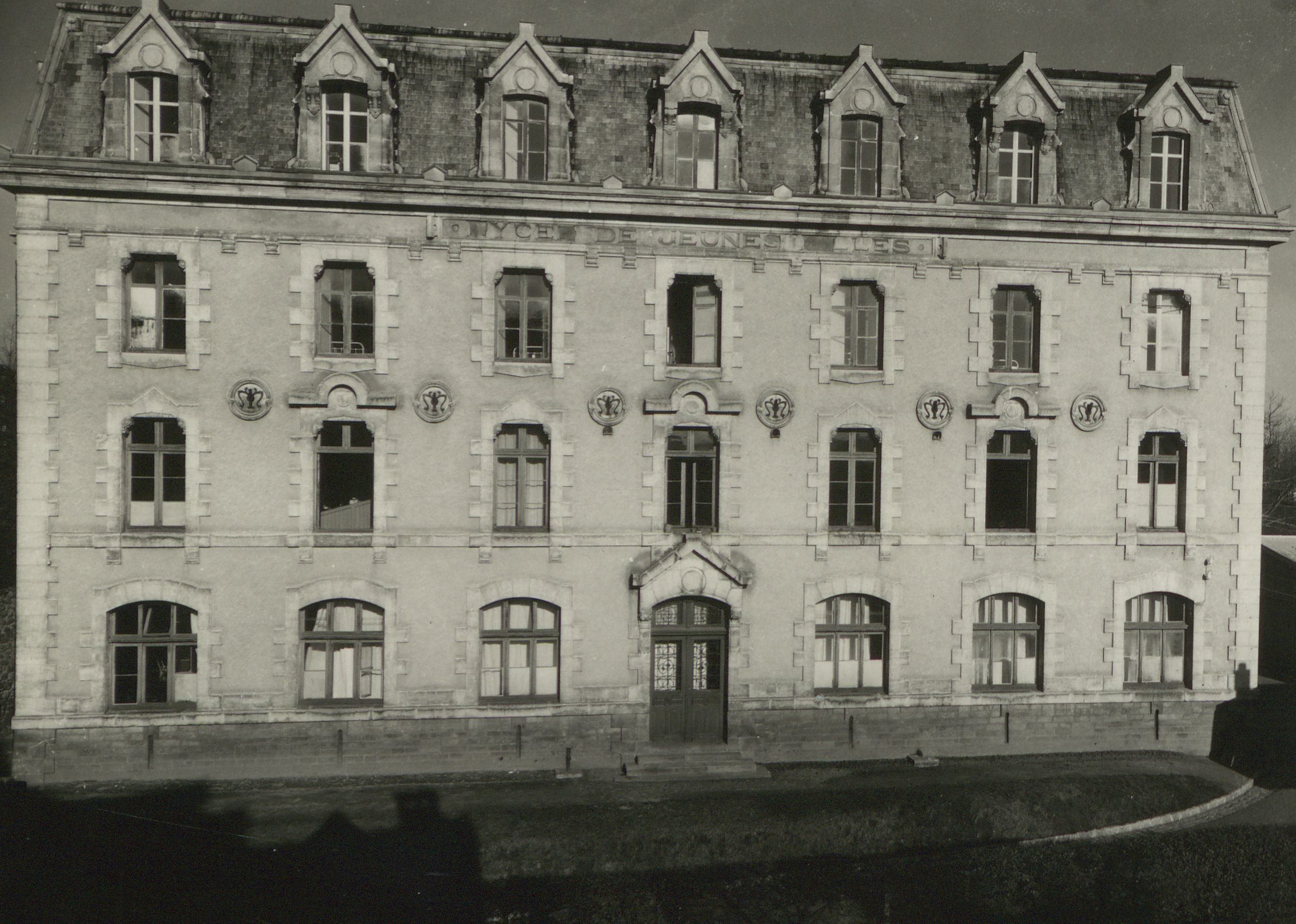
L'ancien lycée de jeunes filles, rasé à partir de 1960.
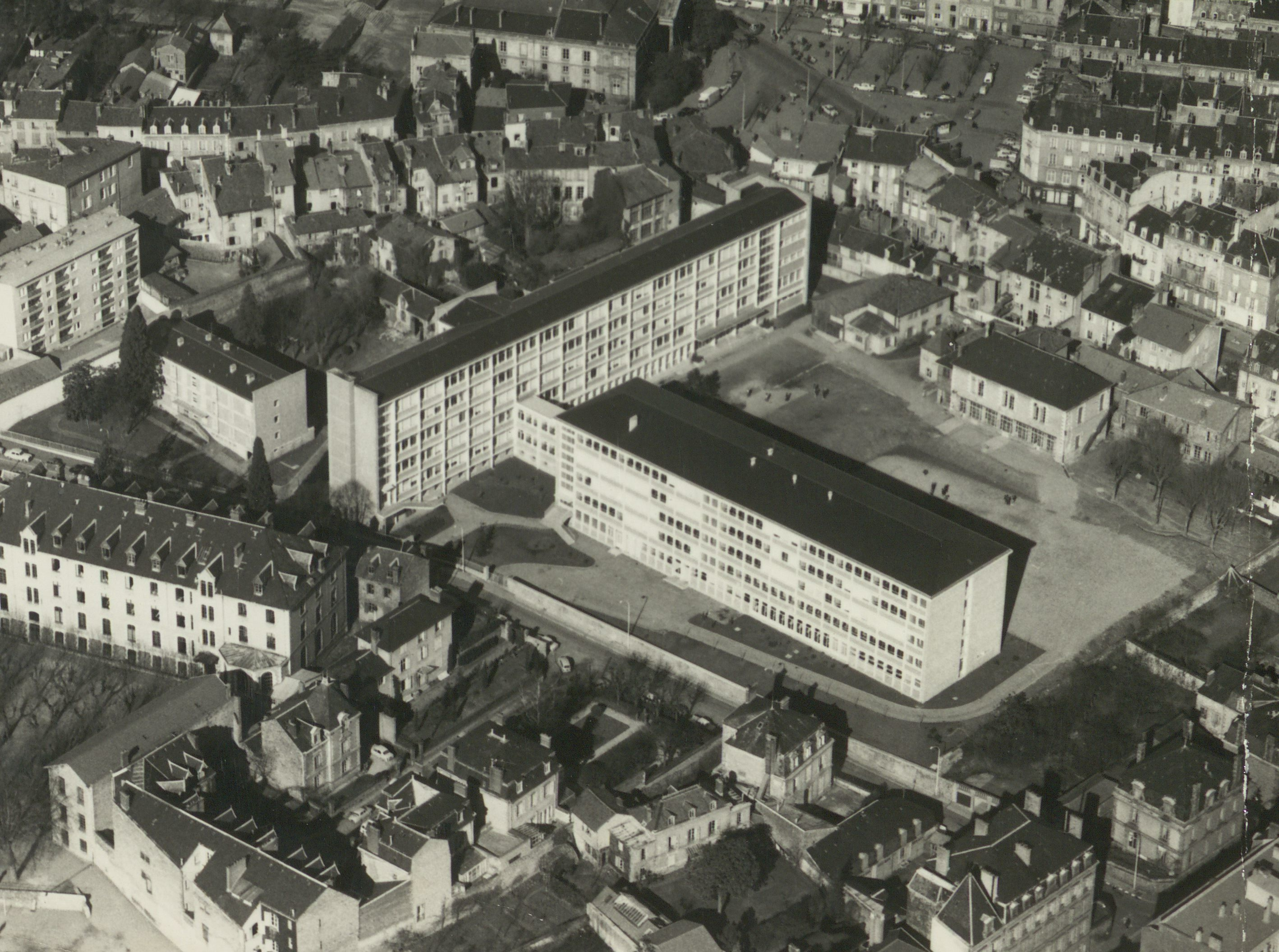
Vue aérienne du lycée Léonard Limosin à Limoges.
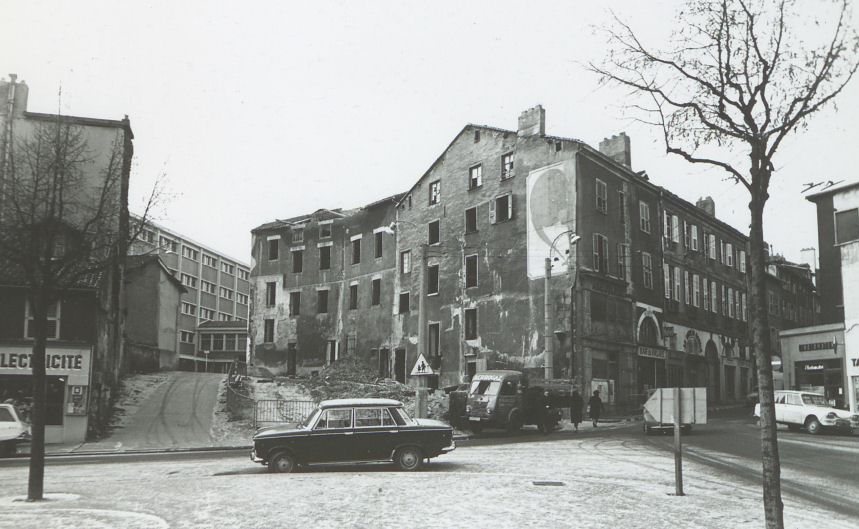
La place d'Aine et au fond le lycée Léonard Limosin.

## Anciens élèves
- Marcelle Henry (1895-1945), résistante et déportée
- Cédric Pénicaud (né en 1971), nageur de haut niveau limougeaud
- Karine Berger (née en 1973), députée socialiste des Hautes-Alpes de 2012[6] à 2017
- Nicolas Maury (né en 1980), acteur français
- Agathe Sochat (née en 1995), internationale de rugby.
- Marion Jude (née en 2001), championne du monde de billard anglais[7]